# Выпускной класс
«Выпускной класс» (англ. Senior Year) — американская комедия телережиссёра Алекса Хардкасла, его режиссёрский дебют в большом кино. Главную роль исполнила комедиантка Ребел Уилсон. Фильм вышел на Netflix 13 мая 2022 года.

## Сюжет
1999 год. Стефани Конвей некоторое время назад переехала из Австралии в США. Сейчас ей 14 лет. Её жизнь на новом месте не очень ладится. У неё есть несколько друзей, но Сет и Марта такие же «серые мышки» как и она. Стефани мечтает стать «популярной». Она принимает решение, во что бы то ни стало добиться своей цели.
2002 год. Стефани 17 лет, она уже в выпускном классе. Стефани достигла многих целей, которые ставила перед собой. Она вступила в команду чирлидеров, затем стала её капитаном, обзавелась большим количеством друзей, всех имён которых она даже не знает. Стефани встречается с Блейном, самым красивым мальчиком в школе. До выпускного бала остаётся один месяц. Её следующая цель — королева выпускного бала. Вообще Стефани ориентируется на Дианну Руссо, девушку, которая окончила школу несколько лет назад. Она была королевой бала, а теперь живёт со своим «идеальным» мужем в большом красивом доме своей «идеальной жизнью». Во время очередного выступления команды группы поддержки, после одного из трюков, Стефани не успевают поймать. Она падает с большой высоты и впадает в кому.
2022 год. Стефани уже 37 лет и она внезапно выходит из комы. Вернувшись домой, она обнаруживает, что в том большом красивом доме, в котором ранее жила Дианна Руссо, теперь живёт её Блейн вместе с Тиффани, девушкой, которая в школе была соперницей Стефани. Стефани обвиняет Тиффани в том, что та украла у неё её жизнь. Школьная подруга Стефани Марта теперь директор школы, а Сет, который не вылезал из школьной библиотеки, теперь в ней работает. Стефани просит Марту взять её назад в школу, чтобы доучиться этот последний месяц и получить диплом. Основной же целью Стефани по-прежнему является корона королевы выпускного бала.
В школе Стефани обнаруживает, что школьная жизнь теперь стала скучной, а титул короля и королевы выпускного бала отменён, чтобы никого не травмировать. Чирлидеры больше не самые популярные ученики в школе, они уже даже больше не танцуют. Теперь вообще популярность в школе меряется популярностью в социальных сетях. Самой популярной девочкой в школе является Бри, дочь Блейна и Тиффани. Стефани регистрируется в социальных сетях и возвращается в команду группы поддержки. Попутно она работает над петицией по возвращению титула короля и королевы выпускного бала.
Блейн по-прежнему испытывает интерес к Стефани. Она использует это, чтобы нервировать Тиффани. Тиффани решает насолить Стефани, лишив её короны королевы бала. Тиффани является главой родительского комитета и продвигает в получении этого звания свою дочь. Стефани идёт на выпускной бал вместе с Сетом. Она узнаёт, что в школьные годы он был влюблён в неё. Хотя Тиффани подтасовывает результаты голосования в пользу своей дочери, Бри отказывается от короны, чтобы выйти из-под контроля матери и не участвовать в её играх. Стефани становится королевой бала. Далее она устраивает вечеринку в домике на озере, который принадлежит Марте. Вечеринку разгоняет полиция, которую вызывает Тиффани.
Стефани отправляется домой на такси. В водителе она узнаёт своего кумира Дианну Руссо. Дианна рассказывает, что её жизнь не сложилась. Муж бросил её, а высшего образования у неё не было. Теперь ей приходится работать на нескольких работах. Дома Стефани выбрасывает свою доску с желаниями, касающимися популярности. Утром к Стефани приходит Тиффани, чтобы извиниться за своё поведение. Извиниться её заставила дочь. Стефани отправляется на вручение дипломов.

## В ролях
- Ребел Уилсон — Стефани «Стеф» Конвей
  - Энгаури Райс — молодая Стефани Конвей
- Сэм Ричардсон — Сет Новаселик
  - Зейр Адамс — молодой Сет Новаселик
- Зои Чао — Тиффани «Тифф» Бланшетт-Бальбо
  - Ана Йи Пуиг — молодая Тиффани Бланшетт
- Мэри Холлэнд — Марта «Март» Райзер
  - Молли Браун — молодая Марта Райзер
- Джастин Хартли — Блейн Бальбо
  - Тайлер Барнхардт — молодой Блейн Бальбо
- Крис Парнелл — Джим Конвей
- Майкл Чимино — Лэнс Харрисон
- Джереми Рэй Тейлор — Нил Чудд
- Брэндон Скотт Джонс — Мистер Ти
- Алисия Сильверстоун — Дианна Руссо
- Джошуа Колли — Яз
- Джейд Бендер — Бритни Джин «Бри» Бальбо
- Авантика Ванданапу — Джанет Сингх
- Стив Аоки — играет себя

## Приём
Фильм получил смешанные отзывы. На сайте Rotten Tomatoes рейтинг «свежести» фильма составляет 23 %, на Metacritic — 47 баллов из 100.
В The Guardian фильм назвали провалом: неудачный выбор актрисы на главную роль, поверхностный сценарий и отсылки ради отсылок. В подобном духе высказалась и Кристи Лемир с сайта RogerEbert.com. Помимо прочего ей был отмечен предсказуемый сюжет и сильный актёрский состав второго плана, которому, однако, не дают нормально развернуться. Более дружелюбной вышла рецензия в Los Angeles Times. Издание отметило, что фильм не амбициозный и не является сатирой. Он вообще мало что может сказать о различиях между началом 2000-х и нынешним временем, это просто лёгкая комедия: «похабный и удивительно сентиментальный подростковый фильм о женщине, которая когда-то была настолько сосредоточена на поверхностных вещах, что упустила то, что имело значение».